# 密齒鼻鬚鯰
密齒鼻鬚鯰為輻鰭魚綱鯰形目毛鼻鯰科的其中一種，為亞熱帶淡水魚，分布於南美洲巴西東南部Itapemirim河流域，體長可達5.1公分，棲息在底層水域。